# Ріокабадо
Ріокабадо (ісп. Riocabado) — муніципалітет в Іспанії, у складі автономної спільноти Кастилія-і-Леон, у провінції Авіла. Населення — 184 особи (2010).
Муніципалітет розташований на відстані близько 100 км на північний захід від Мадрида, 21 км на північний захід від Авіли.
На території муніципалітету розташовані такі населені пункти: (дані про населення за 2010 рік)
- Паскуалькобо: 42 особи
- Ріокабадо: 142 особи

## Демографія
Динаміка населення (INE ):